# La Bachellerie
La Bachellerie is een gemeente in het Franse departement Dordogne (regio Nouvelle-Aquitaine) en telt 894 inwoners (2019). De plaats maakt deel uit van het arrondissement Sarlat-la-Canéda.

## Geografie
De oppervlakte van La Bachellerie bedraagt 17,2 km², de bevolkingsdichtheid is 38,6 inwoners per km².

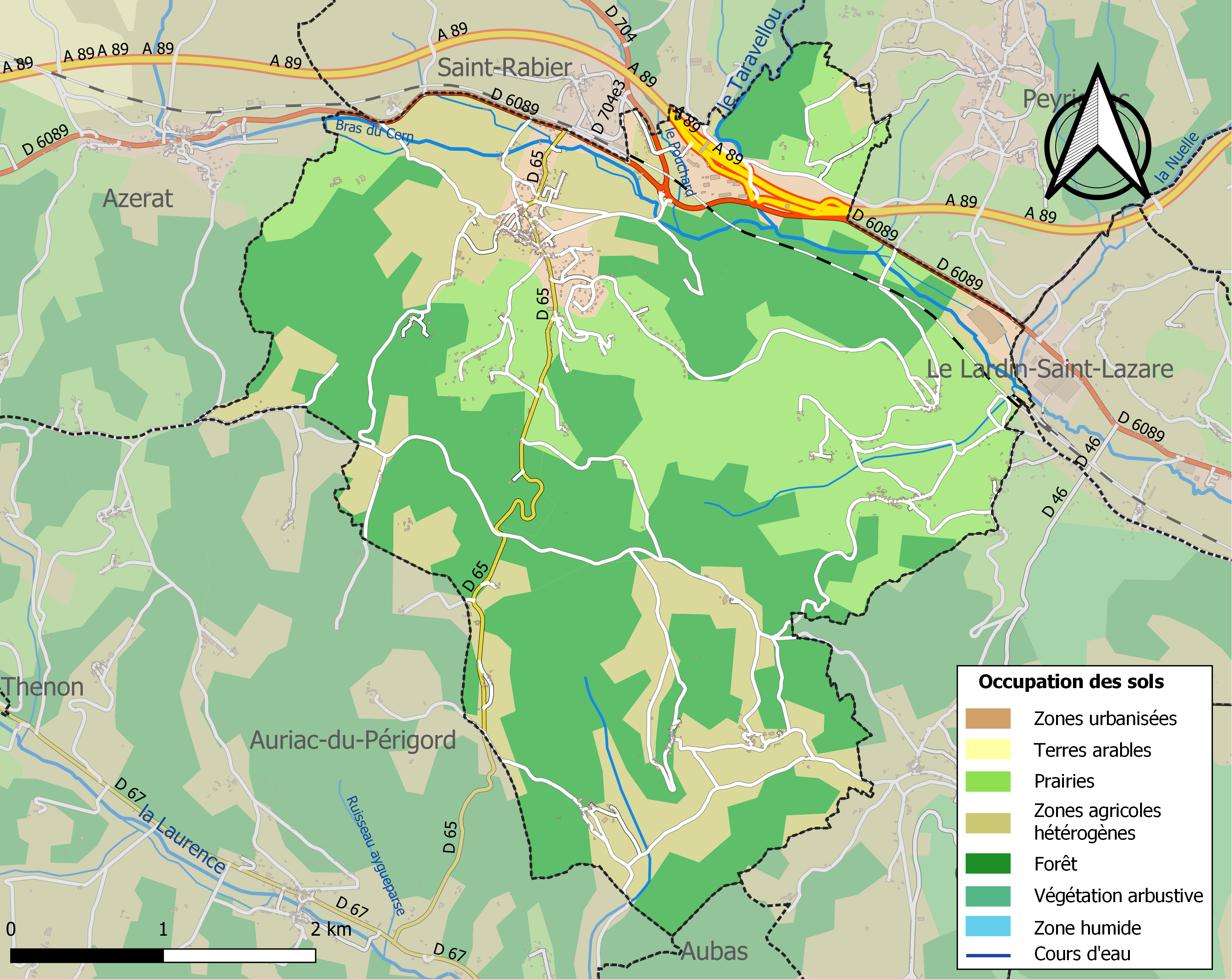
Kaart van de gemeente met de belangrijkste infrastructuur, bodemgebruik en omliggende gemeenten

## Demografie
Onderstaande figuur toont het verloop van het inwonertal (bron: INSEE-tellingen).